# جيمس بيفيرز
جيمس بيفيرز (مواليد 31 يناير 1979) هو مبارز بالسيف من المملكة المتحدة، مثّل بلاده في الألعاب الأولمبية الصيفية 2000.

## روابط رياضية
جيمس بيفيرز على موقع الاتحاد الدولي للمبارزة (الإنجليزية)
- جيمس بيفيرز على موقع اللجنة الأولمبية الدولية (الإنجليزية)
- جيمس بيفيرز على موقع أوليمبيديا (الإنجليزية)